# 芒特錫安 (路易斯安那州紅河堂區)
芒特錫安（英語：Mount Zion）是位於美國路易斯安那州紅河堂區的一個非建制地區。

## 地理
芒特錫安所處的海拔為高於海平面62米（即203英呎），而該地所採用的時區為UTC-6，即北美中部時區（CST）。同時該地設有夏令時間，為UTC-6調快一小時，即UTC-5（CDT）。